# پادشاه مواد مخدر
پادشاه مواد مخدر (انگلیسی: The Drug King; کره‌ای: 마약왕) یک فیلم درام جنایی محصول سال ۲۰۱۸ کره جنوبی به کارگردانی وو مین هو است. در این فیلم سونگ کانگ هو، جو جونگ سوک و به دونا ایفای نقش کردند. این فیلم در ۱۹ دسامبر ۲۰۱۸ منتشر شد.

## بازیگران

### اصلی
- سونگ کانگ هو در نقش لی دو سام[۱۳][۱۴]
- جو جونگ سوک در نقش کیم این گو[۱۵]
- به دونا در نقش کیم جونگ آه[۱۶]

## تولید
فیلم‌برداری اصلی در ۵ مه ۲۰۱۷ آغاز شد و در ۱۰ اکتبر ۲۰۱۷ به پایان رسید.

## جوایز و نامزدی‌ها
| مراسم جوایز                      | دسته‌بندی                   | گیرنده    | نتیجه    | منابع  |
| -------------------------------- | -------------------------- | --------- | -------- | ------ |
| پنجاه و پنجمین جوایز هنری بکسانگ | بهترین بازیگر نقش مکمل مرد | جو وو جین | نامزدشده | [ ۱۹ ] |